# François-Séraphin Régnier-Desmarais
François-Séraphin Régnier-Desmarais, född 13 augusti 1632 i Paris, död 6 september 1713 i Paris, var en fransk språklärd, poet och diplomat.
Régnier-Desmarais var 1662–1669 ambassadsekreterare i Rom och utnämndes därefter till prior i Grandmont. Han invaldes 1667 i Accademia della Crusca och 1670 i Franska akademien, vars ständige sekreterare han blev 1684. Régnier-Desmarais hade en stor andel i utarbetandet av Franska akademiens ordbok, varjämte han författade en språklära, Traité de la grammaire françoise (2 band, 1705; ny upplaga 1706). Han skrev även dikter på franska, italienska, spanska och latin.